# 지로엔바시역
지로엔바시역(일본어: 治良門橋駅, じろえんばしえき)은 일본 군마현 오타시에 있는 도부 철도 기류 선의 역이다. 역 번호는 TI 52이다.

## 역사
- 1913년 3월 19일: 영업 개시.

## 역 구조
상대식 승강장 2면 2선의 지상역이다. 역사는 아카기 방향 측에 있고, 오타 방향으로는 과선교에 의하여 연결된다.
2012년 10월부터 이른 아침과 야간은 역무원이 부재로 이 시간대는 승하차역 증명증기로 출입차량 역 증명서를 받은 도착역에서 정산하게 된다.

### 승강장
| 번호 | 노선    | 방향 | 행선                |
| ---- | ------- | ---- | ------------------- |
| 1    | 기류 선 | 하행 | 신키류・아카기 방면 |
| 2    | 기류 선 | 상행 | 오타 방면           |

## 역 주변
- 오타 시청 고도 행정 센터
- 오타 시 북부 운동공원
- 오타 시립 고도 초등학교
- 오타 시립 고도 중학교
- 고도 시영 주택
- 나리즈카 현영 주택
- 나리즈카 시영 주택
- 고도 우체국
- 군마 은행 고도 지점
- 군마 지방 도로 78호 오타오마마 선

## 인접역
| 도부 철도 기류 선          | 도부 철도 기류 선 | 도부 철도 기류 선          |
| -------------------------- | ----------------- | -------------------------- |
| TI 51 산마이바시 오타 방면 |                   | 야부즈카 TI 53 아카기 방면 |